# Ducado de Almodóvar del Campo
El ducado de Almodóvar del Campo fue un título nobiliario español con grandeza de España de primera clase y carácter vitalicio y no hereditario, otorgado el 10 de agosto de 1807 por el rey Carlos IV de España a Diego de Godoy y Álvarez de Faria, militar extremeño.

## Denominación
Su denominación hace referencia a la localidad de Almodóvar del Campo, en la provincia de Ciudad Real.

## Armas
Escudo de los de Godoy.

## Historia de los duques de Almodóvar del Campo
- Diego de Godoy y Álvarez de Faria (1769-1842), i duque de Almodóvar del Campo, teniente general, caballero de la Orden de Calatrava y consejero de Guerra.[2]

Casó con Josefa Joaquina de Olazábal y Murguía, condesa viuda de la Cañada y dama de la Orden de las Damas Nobles de la Reina María Luisa; hija de Domingo José de Olazábal y Aranzate y de María Teresa de Murguía y Arbelaiz —xv señora de Murguía, ix señora de Argañaraz, vii señora de Arbelaiz y vi señora de Echaniz—. Sin sucesión.
Al ser un título vitalicio, no fue heredado por ningún familiar y finalizó con el primer titular. Dado que a día de hoy nadie ha tratado de rehabilitarlo, se ha convertido en un título histórico.